# Итальянская фондовая биржа
Итальянская фондовая биржа (итал. Borsa Italiana S.p. A., сокр. ISE) — итальянская биржа, расположенная в Милане.

## История
Основана в 1808 году. В 1998 году преобразована в акционерное общество Borsa Italiana Group — среди акционеров — иностранные компании и крупнейшие итальянские банки. В 2007 году состоялось объединение Borsa Italiana и Лондонской фондовой биржи, в результате которого образовалась London Stock Exchange Group (англ., LSE.G), которой принадлежало 99,96 % акций Borsa Italiana. 29 апреля 2021 года биржа была приобретена Euronext, а 25 октября 2021 года биржа была переименована в Euronext Milan.
Основной фондовый индекс: FTSE MIB — отражает стоимость акций 40 крупнейших компаний, имеющих листинг на бирже, список которых постоянно пересматривается и капитализация которых составляет 80 % биржи.
Рекорд биржи по дневному обороту торгов, установленный 17 марта 2000 года — 8,03 млрд евро.
На бирже представлены многие крупнейшие компании, в том числе итальянские Intesa Sanpaolo, UniCredit, Pirelli, Buzzi Unicem.
Наиболее крупные падения фондового индекса:
— 3 марта 2020 года (после начала пандемии коронавируса) — 16,9 %
— 24 июня 2016 года (после объявления Brexit) — 12,4 %

## Здание биржи
В 1928 году разработка проекта нового здания биржи была поручена архитектору Паоло Меццанотте. Заказчики намеревались объединить в одном здании различные биржи шёлка, коконов и зерна. Дизайн Меццанотте состоял из классического фасада из белого мрамора, украшенного тимпаном, и четырёх колонн. В основание и на верх колонн помещены аллегорические фигуры.
Главный зал биржи завершался стеклянной крышей. Первый этаж украшен художественной майоликой.

В период археологических раскопок при постройке были обнаружены остатки древнеримского Имперского театра. Театр упоминается Децимом Магнием Авсонием в своей «Речи Милану», поэме 4 века.
Здание театра изолировано и сохранено.

В здании биржи существует стеклянный пол, через который видны древнеримские руины.

Здание было сдано в эксплуатацию в 1932 году. Перед сооружением были снесены старые дома, и создана площадь Аффари.

С размещением напротив биржи Комиссии по ценным бумагам площадь стала финансовым центром Италии.